# ジョン・キャンベル (第9代アーガイル公爵)
第9代アーガイル公爵ジョン・ジョージ・エドワード・ヘンリー・ダグラス・サザーランド・キャンベル（英: John George Edward Henry Douglas Sutherland Campbell, 9th Duke of Argyll、1845年8月6日 - 1914年5月2日）は、イギリスの貴族。ガーター勲章勲爵士（KG）、シッスル勲章勲爵士（KT）、聖マイケル・聖ジョージ勲章ナイト・グランド・クロス勲爵士（GCMG）、ロイヤル・ヴィクトリア勲章ナイト・グランド・クロス勲爵士（GCVO）、Volunteer Officers' Decoration受章者（VD）、枢密顧問官（PC）。イギリス王女ルイーズの夫としても知られる。

出生から父親が第8代アーガイル公爵となる1847年までは「キャンベル伯爵（Earl of Campbell）」の、1847年から自身が襲爵する1900年までは「ローン侯爵（Marquess of Lorne）」の儀礼称号を称した。

## 経歴
第7代アーガイル公爵ジョン・キャンベルの長男ローン侯爵ジョージと第2代サザーランド公爵ジョージ・サザーランド＝ルーソン＝ゴアの娘エリザベスの間に長男として生まれる。1847年に父親が第8代アーガイル公爵となり、公爵位の次代の継承者として「ローン侯爵」の儀礼称号を帯びた。
エディンバラ・アカデミー、イートン・カレッジを経てセント・アンドルーズ大学やケンブリッジ大学トリニティ・カレッジで教育を受ける。また並行してナショナル・アート・トレーニング・スクール（後のロイヤル・カレッジ・オブ・アート）でも学ぶ。
1868年から1878年まで、アーガイルシャー州選挙区選出の自由党所属庶民院議員。
1871年3月21日、ヴィクトリア女王と王配アルバートの四女であるルイーズ王女とウィンザー城の聖ジョージ礼拝堂で結婚した。イギリスにおいて国王の子が臣下と結婚するのは、1515年のメアリー・テューダーと初代サフォーク公爵チャールズ・ブランドン以来であった。
1878年に首相ベンジャミン・ディズレーリによってカナダの総督に任命され、オタワへ赴任。総督としての彼の最大の功績は文化に対してのもので、カナダ王立協会・王立カナダ芸術院・カナダ国立美術館を設立した。1883年に退任し、帰国。
1895年イギリス総選挙ではマンチェスター南部選挙区から当選し、襲爵して貴族院に移る1900年まで自由統一党所属の庶民院議員を務めた。また1892年から死去する1914年まで、ウィンザー城管理長官（Constable and Governor of Windsor Castle）でもあった。
1914年5月2日に肺炎のため死去。爵位は甥のナイアル・キャンベル卿が相続した。

## 家族
妻のルイーズとの間に子供はなかった。夫妻はともに芸術愛好家であったが別居することが多く、アーガイルは両性愛者なのではないかなどという噂も流れた。